# Farnost

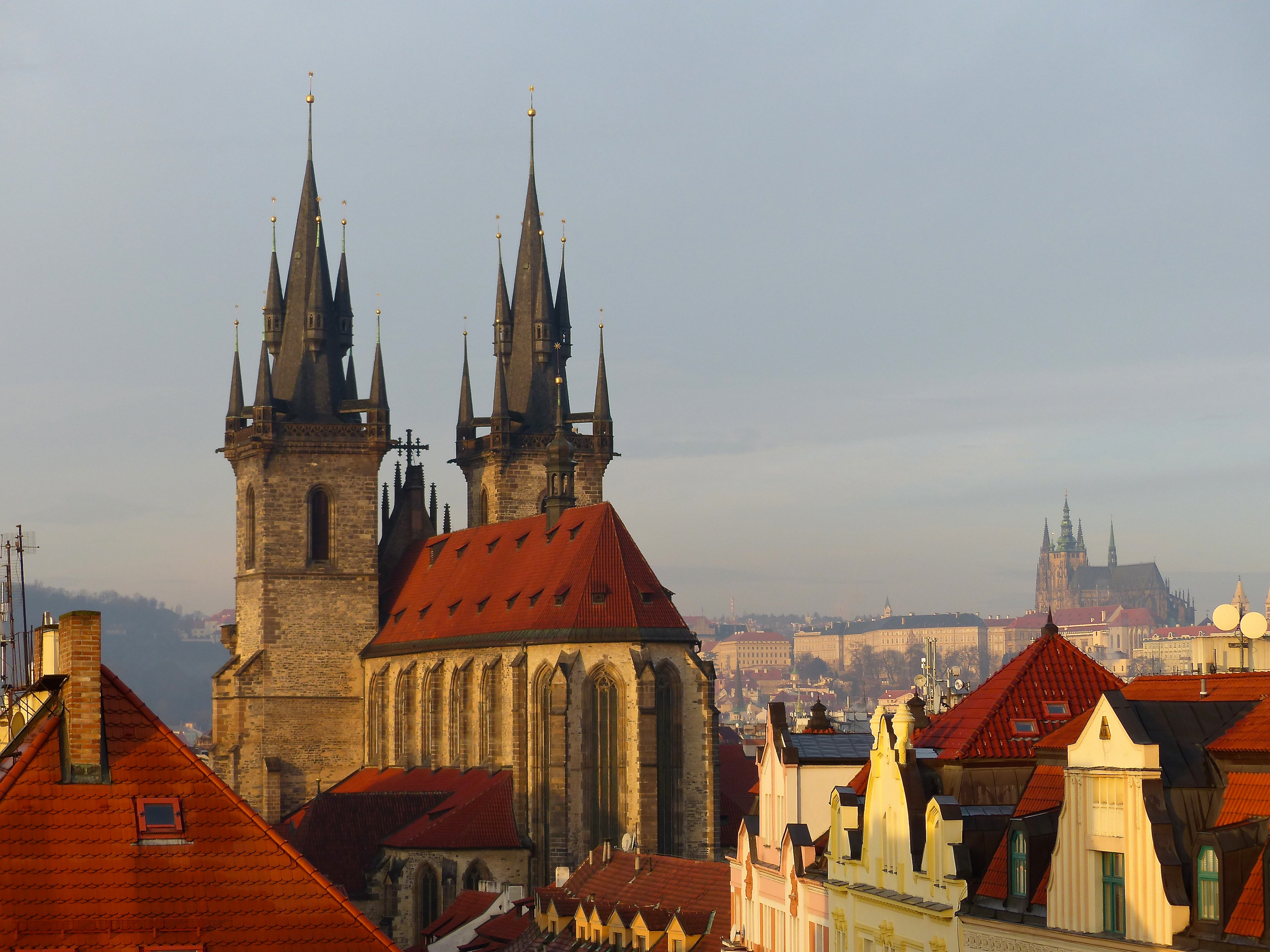
Týnský chrám (kostel Panny Marie před Týnem) v Praze je farním kostelem staroměstské farnosti

Farnost (ze starořeckého παροικία – paroikía, přičemž pár-oikos doslova znamená „v domě“, má tedy význam „sousedství“; lat. parrochia, parochia či paroecia) je základní církevní správní jednotka v katolické, pravoslavné (zde se též užívá výrazu parafie či církevní obec), starokatolické, anglikánské a několika dalších církvích. Sdružuje věřící dané církve nejčastěji na určitém území. Spravuje ji farář a podléhá biskupovi dané diecéze. V katolické církvi je nejbližší nadřazená jednotka děkanát, děkanství či vikariát. V protestantských církvích se obdoba farnosti obvykle nazývá sbor nebo obec.
Farnost zpravidla zahrnuje území obcí, vesnic nebo několika vesnic, města nebo jeho části, v některých případech může zahrnovat i celé politické území. Farnost je zpravidla vymezena územně, ale některé jsou vymezeny i tzv. personálně, např. národnostně nebo sociální skupinou (například v Praze existuje římskokatolická akademická farnost u Nejsvětějšího Salvátora), příp. kombinací obojího (např. slovenská řeckokatolická farnost u  Nejsvětější Trojice v Praze, která je určena pro slovenské řeckokatolické věřící na území pražského protopresbyteriátu apoštolského exarchátu).
Farnosti představovaly ve středověku základ nejen církevní, ale i státní správy, v některých zemích se tak nejnižší státní správní jednotky jmenují dodnes (např. ve státu Louisiana v USA, na Barbadosu, na Ostrově Man nebo v Andoře).

## V římskokatolické církvi
V římskokatolické církvi je farnost podle kanonického práva i českého práva samostatnou církevní právnickou osobou.
Ve vymezení farnosti je vždy kombinován teritoriální i personální prvek. Většina farností má územní charakter (teritoriální farnosti) – jejími členy jsou všichni katolíci (personální prvek) mající kanonické trvalé nebo přechodné bydliště na území farnosti (teritoriální prvek). Podstatně méně farností má osobní charakter (personální farnosti) – jejími členy jsou katolíci žijící na větším území překrývajícím více teritoriálních farností (teritoriální prvek – toto území nemůže přesahovat území diecéze, jejíž biskup takovou farnost zřizuje) vyznačující se společným rozhodným personálním znakem (personální prvek): např. v případě farností pro národnostních menšinu daná národnost – k farnosti patří ovšem rovněž celé rodiny, tedy také manželští partneři a děti (i zletilé), pokud alespoň jeden z rodičů je dané národnosti a ostatní členové rodiny s ním žijí v jedné domácnosti; v případě vojenských farností vojáci a civilní zaměstnanci vojska i jejich manželští partneři a děti (i zletilé) sdílející s nimi společnou domácnost, dále studenti vojenských škol, pracovníci a obyvatelé vojenských nemocnicí, domovů důchodců a podobných institucí; v případě námořnické farnosti k ní patří námořníci, jejich manželští partneři a děti (i zletilé) žijící s nimi v jedné domácnosti; v případě akademické farnosti k ní patří studenti, akademičtí pracovníci a ostatní zaměstnanci vysokých škol i jejich manželští partneři a děti (i zletilé) žijící s nimi ve společné domácnosti.
Statutárním orgánem teritoriální i personální farnosti je farář, případně moderátor společné duchovní správy, nebo administrátor farnosti, který je biskupem pověřen duchovní službou pro danou oblast či skupinu osob. Farář na rozdíl od administrátora farnosti smí být biskupem odvolán pouze z důvodů vymezených církevním právem, v praxi však tato omezení v podmínkách české církve nebývají biskupy příliš respektována. Farář je chápán jako stabilní a řádný duchovní správce farnosti a má povinnost sídlit ve farnosti. Administrátorem farnosti může být kněz ve farnosti sídlící jako její provizorní správce, ale v českých podmínkách je jím častěji kněz do této farnosti dojíždějící – administrátor excurrendo („přijíždějící administrátor“), který je zároveň farářem jiné blízké farnosti, v níž sídlí. Farář i administrátor mají odpovědnost jak za samotnou náboženskou duchovní správu (in spiritualibus), tak za ekonomickou správu (in materialibus). V situaci nedostatku kněží může být tato pravomoc dělená, kdy administrator excurrendo je pověřen správou jako administrator in spiritualibus a jiná osoba (jáhen nebo laik) je pověřena správou jako administrator in materialibus. Také je od nového kodexu kanonického práva z r. 1983 možné, aby dle kán. 517 § 1 byla správa jedné nebo více farností svěřena kněžskému týmu in solidum – společná duchovní správa; v čele tohoto týmu stojí moderator, který je legálním zástupcem (statutárním orgánem) svěřené farnosti či všech svěřených farností; a dle ustanovení kán. 517 § 2 může z důvodu nedostatku kněží být účast na výkonu duchovní správy farnosti (koordinace) svěřena jáhnu, laiku nebo konkrétnímu právně institucionalizovanému společenství osob, přičemž je vždy zároveň jmenován kněz mající v této farnosti oprávnění faráře (je tedy jejím statutárním orgánem), který duchovní správu této farnosti (alespoň právně) řídí – pověřený jáhen, laik či společenství tedy nikdy nejsou správci ani statutárními orgány farnosti.
Ve farnosti mohou kromě faráře působit také farní vikář (dříve označovaný jako kaplan), výpomocný duchovní (kněz v důchodu či kněz trvale pověřený jinými úkoly, např. vyučováním na univerzitě), trvalý nebo dočasný jáhen nebo pastorační asistent. Mezi další orgány farnosti patří pastorační rada a ekonomická rada farnosti, které se jako poradní a pomocné orgány faráře či administrátora farnosti podílejí na pastoračních aktivitách a správě hospodaření farnosti. V mnoha farnostech, zejména méně živých, však tyto orgány nejsou ustaveny. Farnost má vždy svůj farní kostel, kde se soustředí bohoslužby farního společenství, kromě farního kostela mohou být ve farnosti i další (tzv. filiální) kostely a kaple. Sídlem farnosti bývá fara, v níž obvykle farář bydlí a v níž zpravidla probíhají i některé administrativní, náboženské, společenské nebo další aktivity farnosti. Filiální obce (též filiálky či dříve lokálie) jsou obce spadající do určité farnosti (jejíž sídlo není v oné obci).